# Liste der Naturdenkmale in Kirchberg an der Murr
| Naturdenkmale | Anzahl |
| ------------- | ------ |
| FND           | 12     |
| END           | 3      |
| Gesamt        | 15     |

Die Liste der Naturdenkmale in Kirchberg an der Murr nennt die verordneten Naturdenkmale (ND) der im baden-württembergischen Rems-Murr-Kreis liegenden Gemeinde Kirchberg an der Murr. In Kirchberg an der Murr gibt es insgesamt fünfzehn als Naturdenkmal geschützte Objekte, davon zwölf flächenhafte Naturdenkmale (FND) und drei Einzelgebilde-Naturdenkmal (END).
Stand: 5. Juni 2025.

## Flächenhafte Naturdenkmale (FND)
| Name                                                | Bild | Kennung     | Einzelheiten                             | Position | Fläche Hektar | Datum         |
| --------------------------------------------------- | ---- | ----------- | ---------------------------------------- | -------- | ------------- | ------------- |
| Alte Birnbaum-Reihe                                 | BW   | 81190380006 | Kirchberg an der Murr                    | ⊙        | 0,4           | 23. Aug. 1979 |
| Dolinen am Hungerberg und im Backnanger Wald        | BW   | 81190380004 | Kirchberg an der Murr                    | ⊙        | 4,9           | 31. Dez. 1986 |
| Feldgehölz an der Markungsgrenze                    | BW   | 81190380007 | Kirchberg an der Murr                    | ⊙        | 0,5           | 23. Aug. 1979 |
| Flurgehölz in ehemaligem Steinbruch                 | BW   | 81190380005 | Kirchberg an der Murr                    | ⊙        | 0,3           | 31. Dez. 1986 |
| Klinge der Geisterhöhle und anschließendes Murrufer | BW   | 81190380017 | Kirchberg an der Murr                    | ⊙        | 1,2           | 17. Aug. 1981 |
| Nördliche Grenzhecke des alten Ortsetters           | BW   | 81190380014 | Kirchberg an der Murr                    | ⊙        | 0,1           | 23. Aug. 1979 |
| Quelle des Mönchwiesenbächleins                     | BW   | 81190380016 | Kirchberg an der Murr                    | ⊙        | 0,1           | 17. Aug. 1981 |
| Salweiden-Gehölzstreifen                            | BW   | 81190380011 | Kirchberg an der Murr                    | ⊙        | 0,4           | 23. Aug. 1979 |
| Steilhang der Murr am „Steinberg“                   | BW   | 81190380001 | Marbach am Neckar, Kirchberg an der Murr | ⊙        | 1,6           | 31. Dez. 1986 |
| Sumpfwiese im Eichbachtal                           | BW   | 81190380018 | Marbach am Neckar, Kirchberg an der Murr | ⊙        | 0,3           | 13. Nov. 1992 |
| Waldrand mit auffallendem Baumbestand               | BW   | 81190380002 | Kirchberg an der Murr                    | ⊙        | 0,4           | 31. Dez. 1986 |
| Wasserlauf mit Schluckloch und Dolinen              | BW   | 81190380003 | Kirchberg an der Murr                    | ⊙        | 0,3           | 31. Dez. 1986 |
| Legende für Naturdenkmal                            |      |             |                                          |          |               |               |

## Einzelgebilde (END)
| Name                      | Bild | Kennung     | Einzelheiten          | Position | Fläche Hektar | Datum         |
| ------------------------- | ---- | ----------- | --------------------- | -------- | ------------- | ------------- |
| Eiche beim Waldsportplatz | BW   | 81190380010 | Kirchberg an der Murr | ⊙        | 0,0           | 23. Aug. 1979 |
| 1 Birnbaum bei Gruh-Bank  | BW   | 81190380008 | Kirchberg an der Murr | ⊙        | 0,0           | 23. Aug. 1979 |
| 1 Eiche                   | BW   | 81190380013 | Kirchberg an der Murr | ⊙        | 0,0           | 23. Aug. 1979 |
| Legende für Naturdenkmal  |      |             |                       |          |               |               |

## Ehemalige Naturdenkmale
| Name                              | Bild | Kennung | Einzelheiten                                                                                   | Position | Fläche Hektar | Datum         |
| --------------------------------- | ---- | ------- | ---------------------------------------------------------------------------------------------- | -------- | ------------- | ------------- |
| Linde und Eibe                    |      |         | Kirchberg an der Murr                                                                          | ???      | 0,0           | 23. Aug. 1979 |
| Buche und Eiche                   |      |         | Kirchberg an der Murr                                                                          | ???      | 0,0           | 23. Aug. 1979 |
| Dolinen im Wald östlich Kirchberg | BW   |         | Kirchberg an der Murr                                                                          | ⊙        | 0,0           | 23. Aug. 1979 |
| Geisterhöhle                      | BW   |         | Kirchberg an der Murr aufgegangen im FND „Klinge der Geisterhöhle und anschließendes Murrufer“ | ⊙        | 0,0           | 23. Aug. 1979 |
| Legende für Naturdenkmal          |      |         |                                                                                                |          |               |               |